# Cisticola erythrops
Cisticola erythrops là một loài chim trong họ Cisticolidae.
Loài này hiện diện rộng rãi trên khắp châu Phi cận Sahara (hiếm gặp ở miền nam châu Phi). Môi trường sống tự nhiên của chúng là vùng đồng cỏ và đầm lầy ngập nước hoặc ẩm ướt theo mùa cận nhiệt đới hoặc cận nhiệt đới.
Giống C. e. lepe, được tìm thấy ở Angola và có thể là phía đông nam của Cộng hòa Dân chủ Congo, đôi khi được coi là một loài riêng biệt, Lepe cisticola.

## Hình ảnh

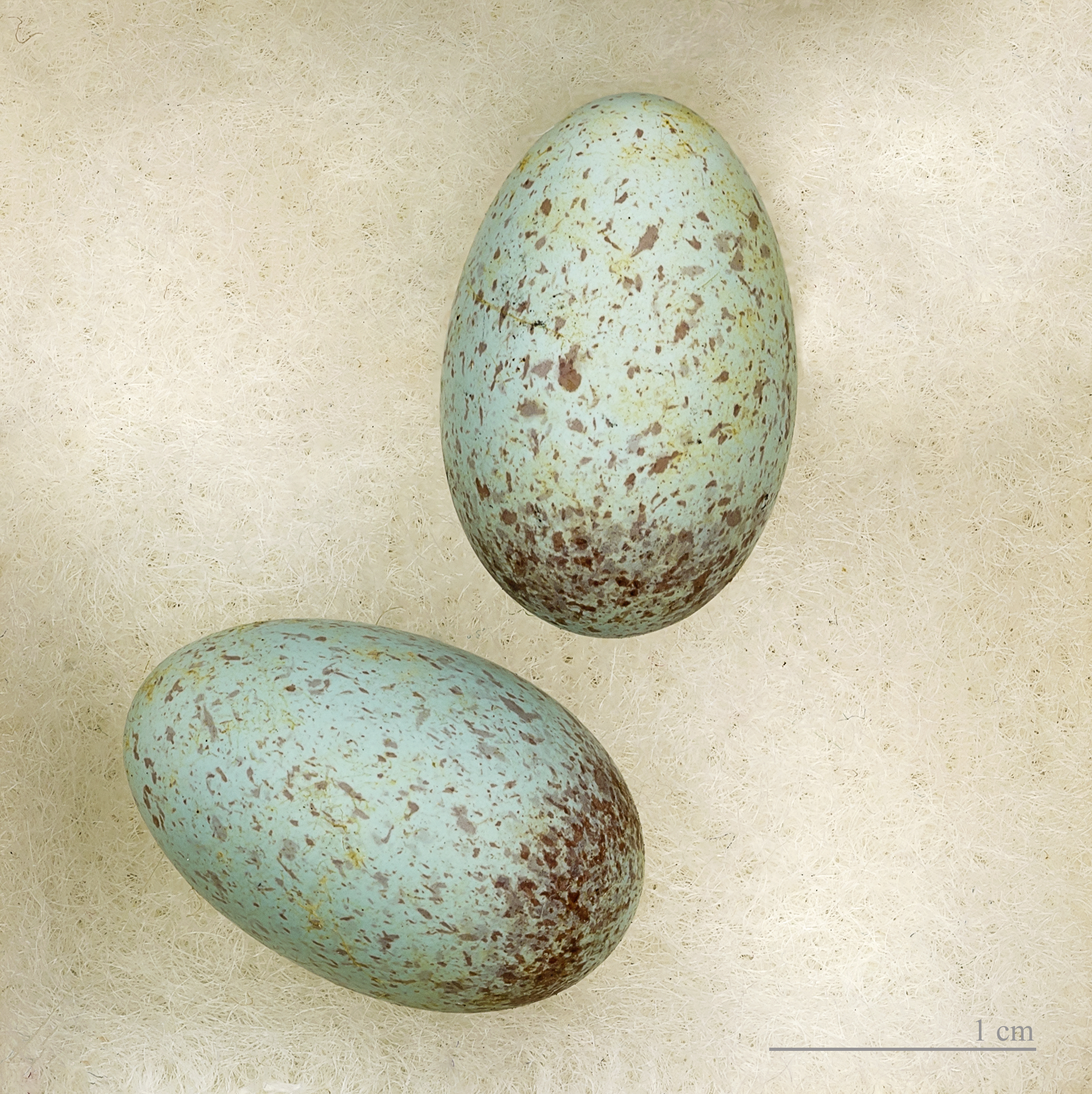
Cisticola erythrops
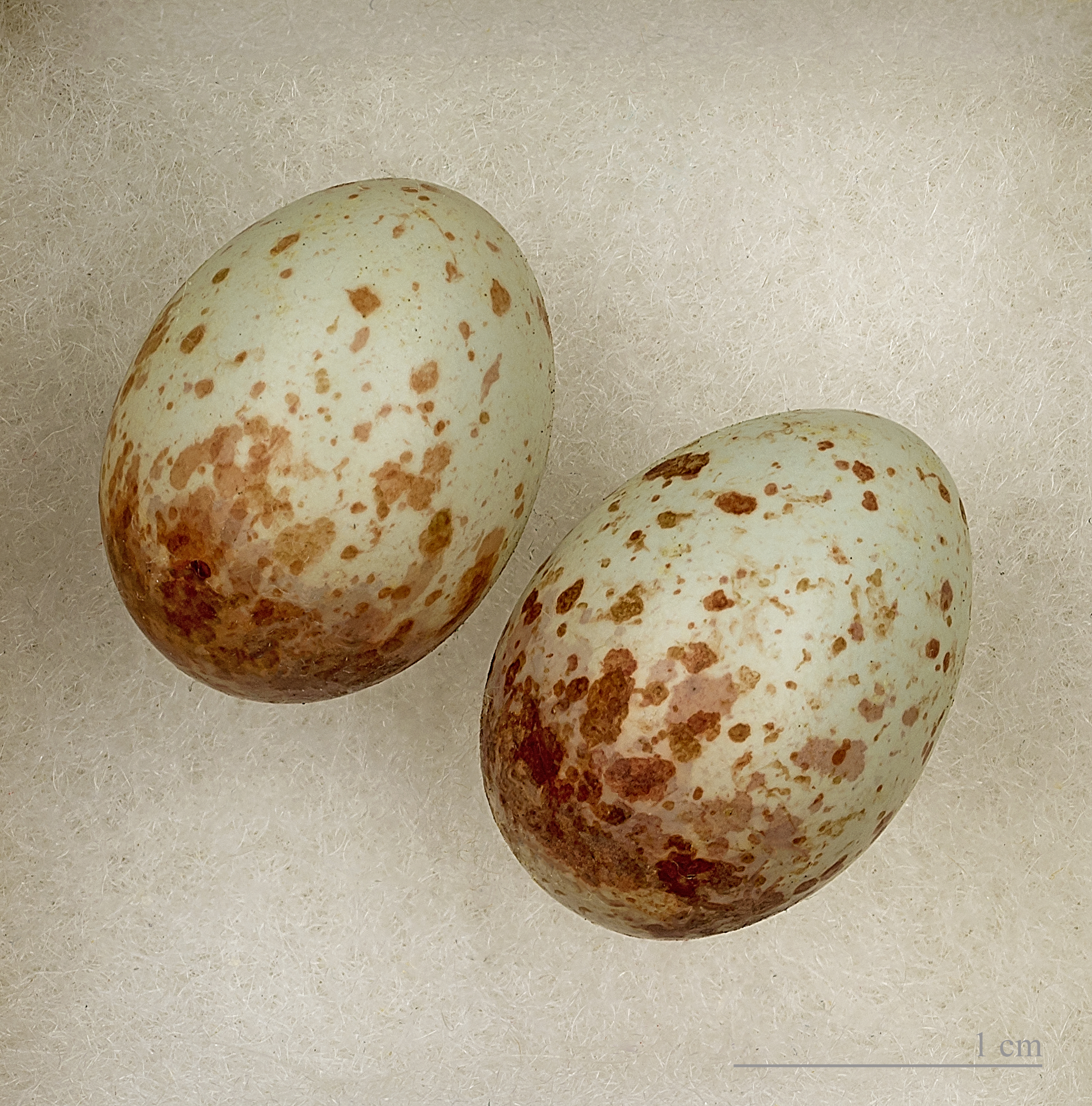
Cisticola erythrops sylvia